# ボードウォーク

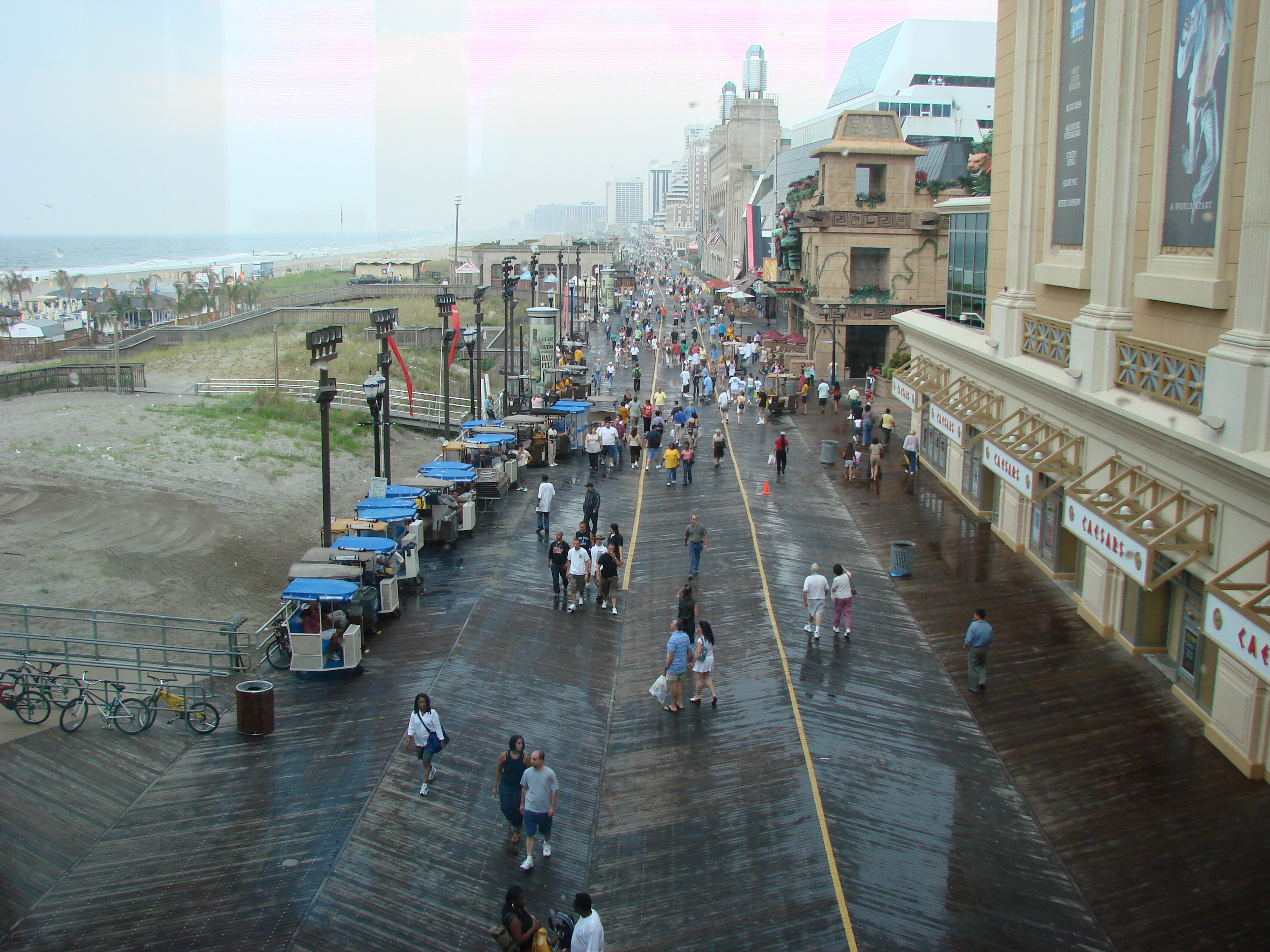
アトランティックシティのボードウォーク

ボードウォーク (boardwalk) は、木の板張りによる遊歩道。木道（もくどう）とも呼ばれる。

## 設置の目的
主に砂浜に設置されるが、他にも、湿地、河岸、砂丘など足場の悪いところに設置される。
地理的には世界中で見られるが、アメリカ東海岸に有名なものが多い。アトランティックシティのボードウォークは、1870年に設置された初期のもので名所になっており、モノポリーのアトランティックシティ版（通常版）にも登場する。
神奈川県横浜市の古梅谷遺跡からは低地湿地帯に設けたテラス状の構造物に渡るために付けられたと思われる全長70〜80mの木道が出土している。このような木道は埼玉県大宮市の寿能泥炭層遺跡でも発見されている。
尾瀬ヶ原の湿原には木道が全長65kmにわたって整備されている。尾瀬に木道が作られるようになったのは1952年（昭和27年）頃で、もともとは湿原のぬかるみを歩きやすくするために設けられたものだが、昭和30年代に湿原への踏み込みが問題となり木道の役割は植生の保護が主たる目的となった。湿原は人に踏まれることにとても弱いので、木道を敷いて、その上だけ歩くルールになっている。

## 歴史
イギリスでは、約6000年前（新石器時代）のボードウォークであるスウィートトラックが、2009年8月に発見された。また近郊では、スウィートトラックより古いポストトラックも発見されている。
日本では、縄文時代後期の寿能遺跡や、神奈川県横浜市に所在する古梅谷遺跡から遺構が発見されている

## ギャラリー

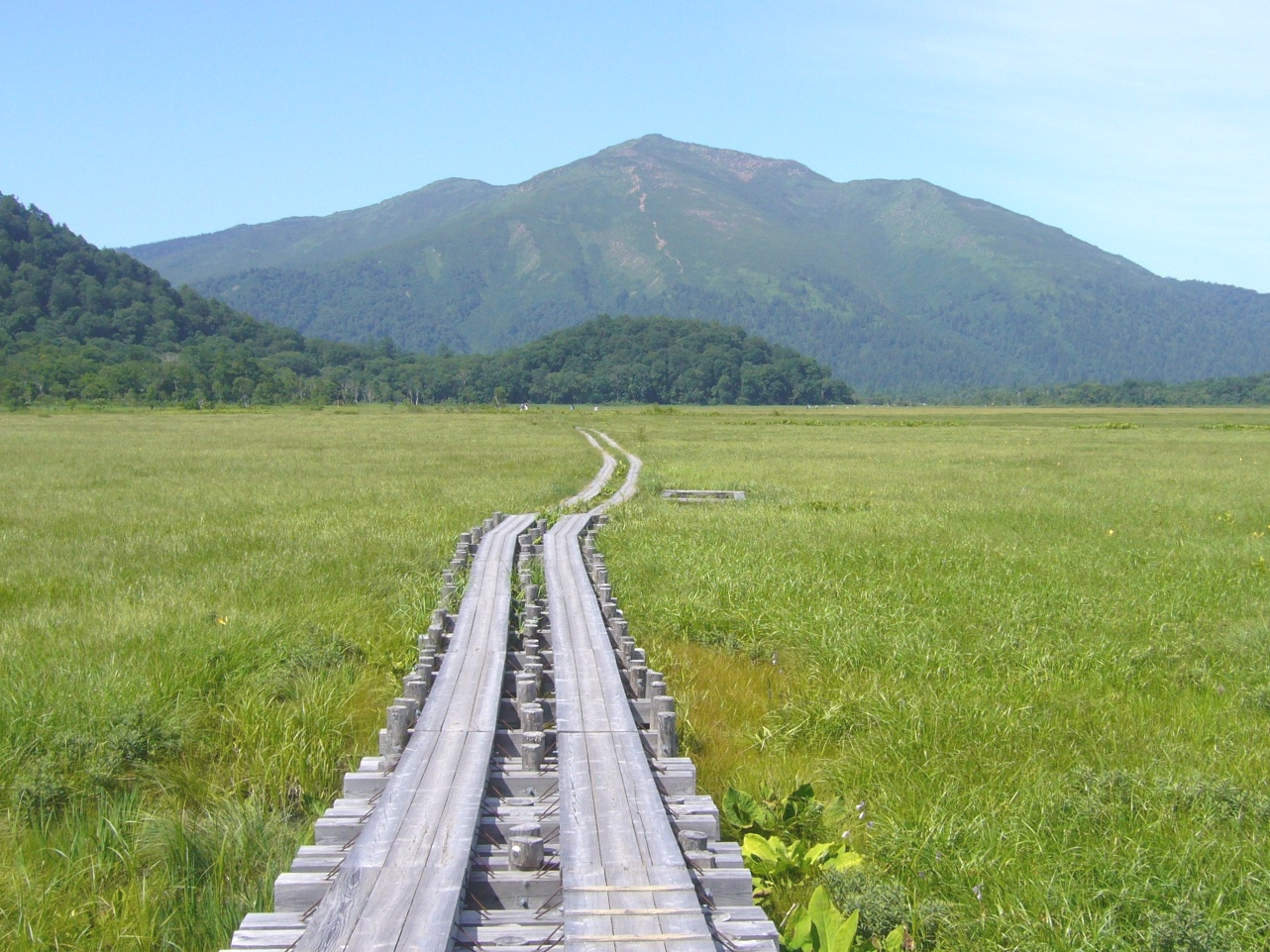
湿原(尾瀬ヶ原)に見られる木道
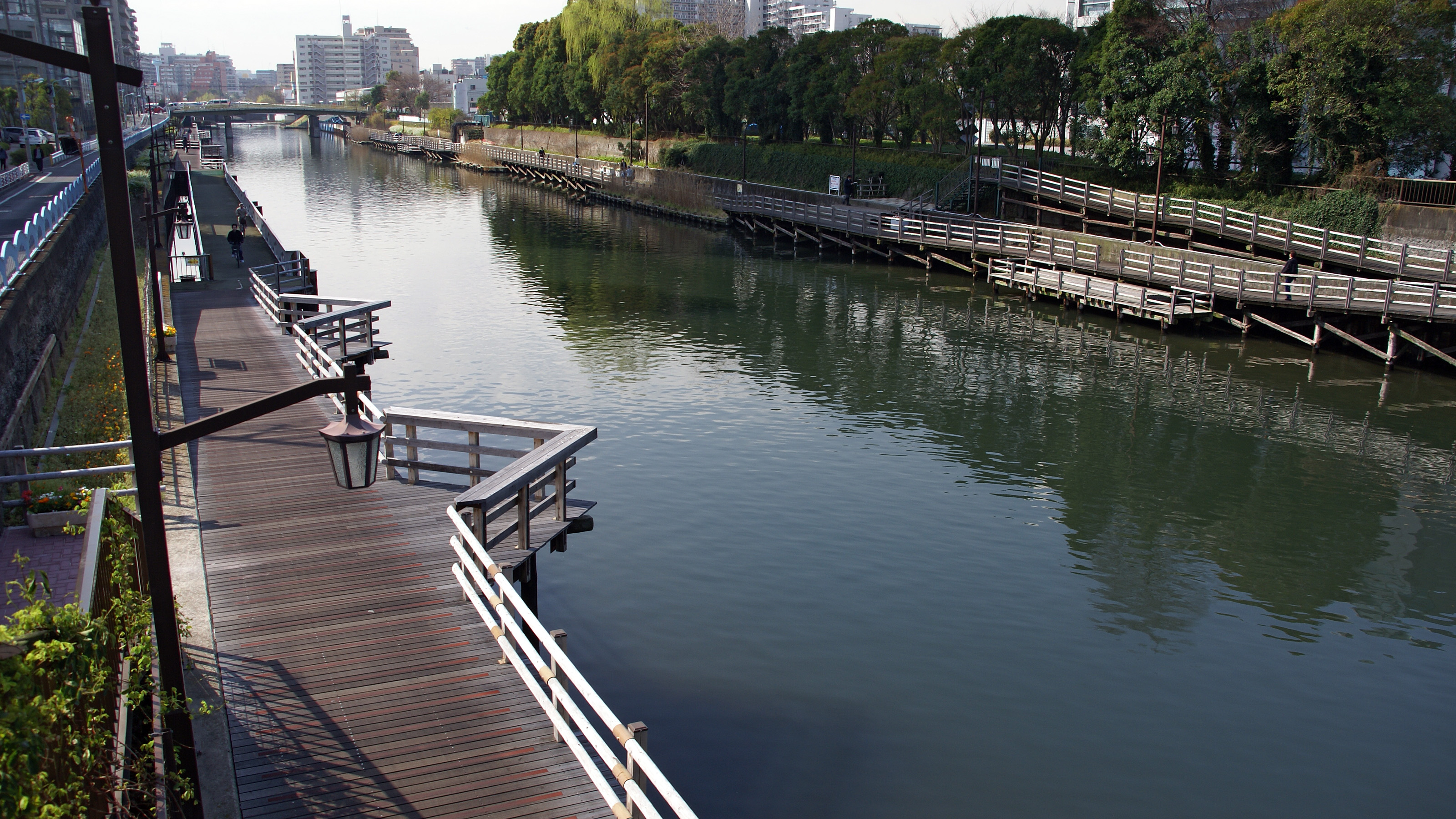
河川脇に作られた木道 （横十間川の「水辺の散歩道」）
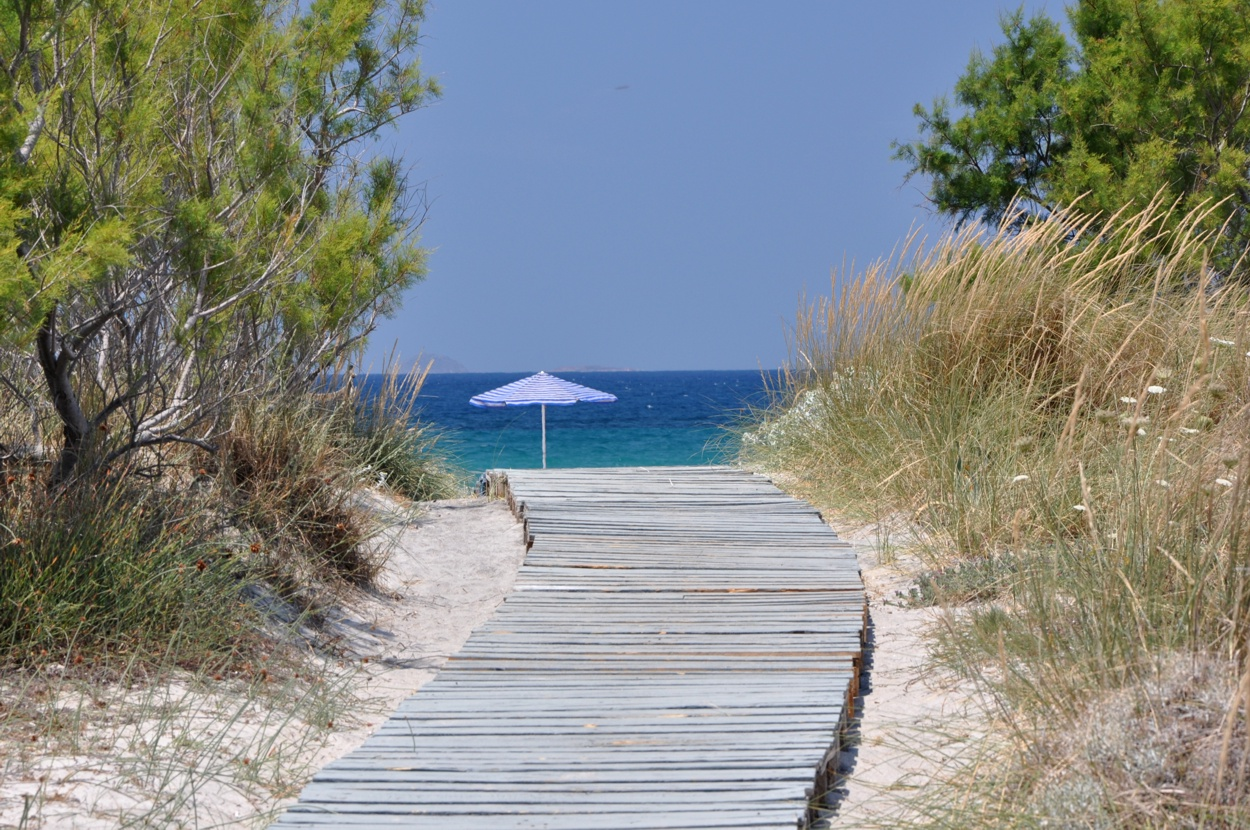
ビーチへの木道
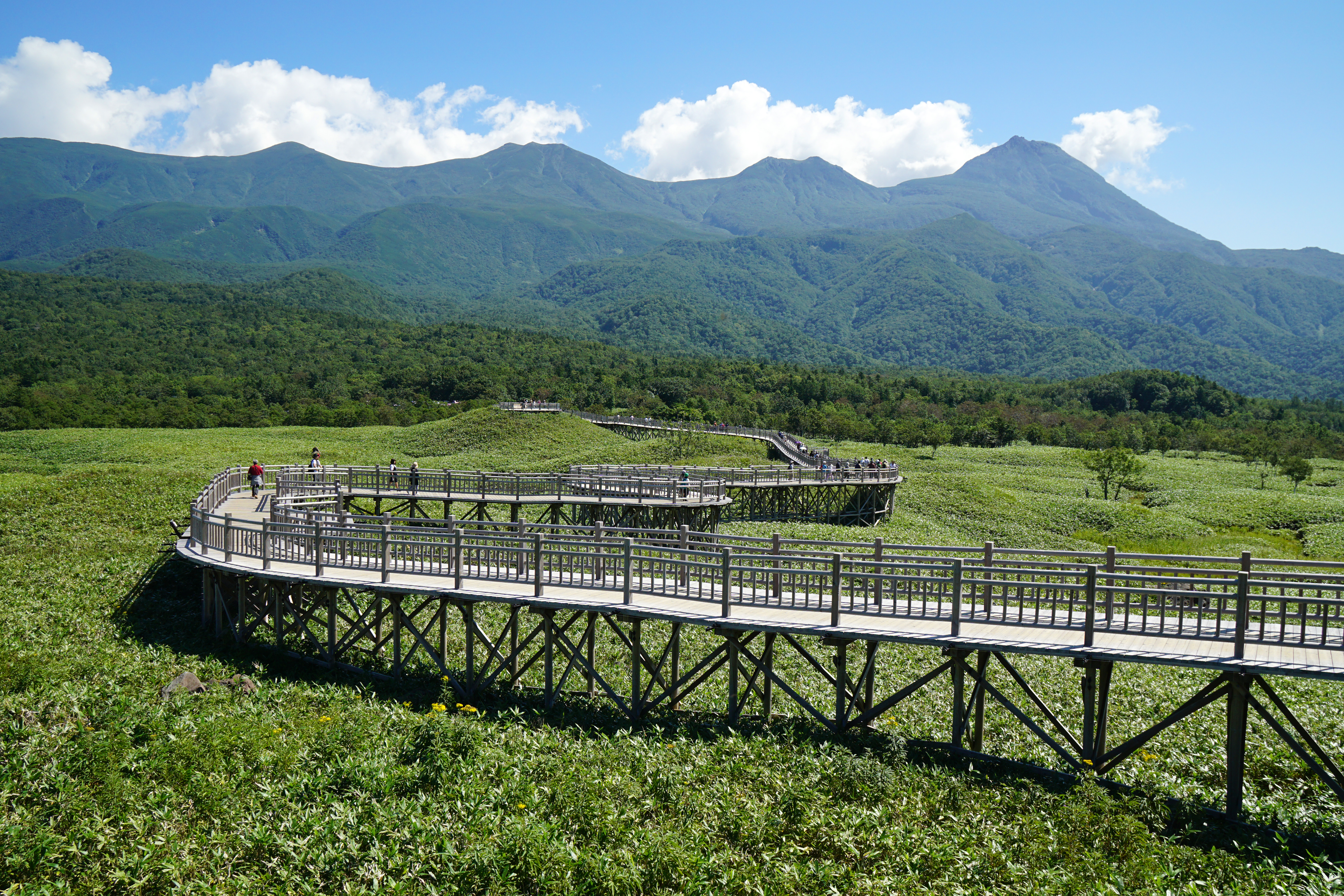
高架木道（知床五湖）